# 참호전: 포비든 그라운드
《참호전: 포비든 그라운드》(영어: Forbidden Ground)는 2013년 공개된 오스트레일리아의 영화이다.

## 출연

### 주연
- 요한 얼
- 팀 포콕
- 마틴 코핑

### 조연
- 데나이 그레이시
- 베리 퀸
- 데미안 소머르래드
- 바이런 J. 브로크만